# Jonas Mello
Jonas Rodrigues de Mello (São Paulo, 20 de outubro de 1937 — São Paulo, 18 de novembro de 2020) foi um ator e dublador brasileiro.

## Biografia
Esteve em todas as emissoras de TV, sendo que seu maior sucesso foi Meu Rico Português, na TV Tupi de São Paulo, novela de Geraldo Vietri, da qual ele foi o protagonista. Também atuou em Mandacaru da extinta TV Manchete, onde deu vida ao vilão Coronel Honorato Guedes, e Dona Anja, apresentada pelo SBT, onde ao lado de Lucélia Santos deu vida ao personagem Quirineu Castilhos.
Em 2004, atuou na segunda versão da novela Escrava Isaura, onde fez o personagem Francisco, guarda-costas de Leôncio Almeida, na TV Record. No mesmo ano, venceu o Prêmio Yamato de 2004 na categoria Melhor Narração por seu trabalho em Os Cavaleiros do Zodíaco.
Foi dublador de muitos vilões em seriados japoneses, como o imperador Cold em Dragon Ball Z. Também narrou os animes Saint Seiya, Yoroiden Samurai Troopers (Samurai Warriors no Brasil), Comandante Shadowseat em Cassiopéia, Rataxes em As Aventuras de Babar e outros.
Em 2010, Jonas Mello pôde ser visto novamente na reprise da novela Canavial de Paixões, exibida pelo SBT, na qual ele interpretou um dos personagens centrais da trama, o Padre Antônio, e ainda nas salas de Cinema de todo o Brasil no filme Lula, o Filho do Brasil. No mesmo ano, o ator retornou à Rede Globo onde interpretou o Bispo Dom Eugênio na novela Araguaia de Walther Negrão.
Em 2012, deu vida ao personagem Ismael na novela Salve Jorge.
Em 2013, Jonas atuou na novela Flor do Caribe e viveu o personagem Arruda.

## Morte
Morreu em São Paulo, em 18 de novembro de 2020, de causas naturais.

## Filmografia

### Televisão
| Ano  | Título                        | Papel                          |
| ---- | ----------------------------- | ------------------------------ |
| 2013 | Flor do Caribe                | Arruda                         |
| 2012 | Salve Jorge                   | Ismael Silveira (Silveira)     |
| 2012 | A Vida da Gente               | Álvaro                         |
| 2011 | O Astro                       | Dr. Alberico                   |
| 2010 | Araguaia                      | Bispo Dom Eugênio              |
| 2006 | Cristal                       | Fonseca                        |
| 2004 | A Escrava Isaura              | Seu Chico (José Francisco)     |
| 2003 | Canavial de Paixões           | Padre Antônio                  |
| 2002 | SPA TV Fantasia               | Francisco                      |
| 2001 | Amor e Ódio                   | Macário Gomes                  |
| 1999 | Vila Madalena                 | Franco                         |
| 1999 | Suave Veneno                  | Audálio da Silva               |
| 1998 | Estrela de Fogo               | Nuno                           |
| 1997 | Mandacaru                     | Coronel Honorato Guedes        |
| 1997 | O Desafio de Elias            | Narrador                       |
| 1997 | Por Amor e Ódio               | Valentino                      |
| 1996 | Dona Anja                     | Quirineu Castilhos             |
| 1996 | Antônio dos Milagres          |                                |
| 1996 | A Última Semana               |                                |
| 1996 | Ele Vive                      | Anás                           |
| 1996 | Irmã Catarina                 |                                |
| 1991 | O Portador                    | Alfredão                       |
| 1990 | Barriga de Aluguel            | Delegado José de Oliveira      |
| 1989 | Pacto de Sangue               | Corrêa                         |
| 1987 | Bambolê                       | Livramento                     |
| 1987 | O Outro                       | Cordeiro de Deus               |
| 1986 | Dona Beija                    | José Carneiro de Mendonça      |
| 1985 | Jogo do Amor                  | Jeffrey                        |
| 1984 | Partido Alto                  | José Luiz de Almeida (Zé Luiz) |
| 1983 | Maçã do Amor                  | Mário                          |
| 1983 | Acorrentada                   | Maurício Torres                |
| 1982 | Conflito                      | Gustavo                        |
| 1982 | Paiol Velho                   | Tonico Loferato                |
| 1982 | O Coronel e o Lobisomem       | Coronel Ponciano de Azevedo    |
| 1981 | Terras do sem fim             | Horácio da Silveira            |
| 1981 | Baila Comigo                  | Álvaro França                  |
| 1980 | Obrigado Doutor               |                                |
| 1980 | Coração Alado                 | Rômulo                         |
| 1980 | Chega Mais                    |                                |
| 1979 | Os Gigantes                   | Vítor                          |
| 1978 | João Brasileiro, o Bom Baiano | João Brasileiro                |
| 1977 | Um Sol Maior                  | Luigi D'ângelo                 |
| 1976 | Os Apóstolos de Judas         | Judas                          |
| 1975 | Meu Rico Português            | Severo Salgado Salles          |
| 1974 | Os Inocentes                  | Jarbas                         |
| 1973 | Vidas Marcadas                |                                |
| 1973 | Vendaval                      | Rodolfo                        |
| 1972 | O Leopardo                    | Otávio                         |
| 1972 | O Tempo não Apaga             | Miguel                         |
| 1971 | Sol Amarelo                   |                                |
| 1971 | Os Deuses Estão Mortos        | Tonho                          |
| 1969 | A Cabana do Pai Tomás         | Jimmy                          |
| 1968 | Águias de Fogo                |                                |

### Cinema
| Ano  | Título                              | Personagem     |
| ---- | ----------------------------------- | -------------- |
| 1971 | Nenê Bandalho                       |                |
| 1971 | Um anjo mau                         | Mário Afonso   |
| 1975 | A Carne                             | Raimundo       |
| 1977 | Passaporte Para o Inferno           | Caco           |
| 1978 | Que Estranha Forma de Amar          | General Câmara |
| 1996 | Cassiopeia                          | Sombra (voz)   |
| 1997 | O Cangaceiro                        | João           |
| 1999 | Parceiros & Palermas                | Sr. Onofre     |
| 2009 | O Grilo Feliz e os Insetos Gigantes | Montanha (voz) |
| 2010 | Lula, o Filho do Brasil             | Tosinho        |

## Dublagem
- Rayearth em Guerreiras Mágicas de Rayearth
- Shadowseat em Cassiopéia
- Iorek Byrnison em A Bússola de Ouro
- Zangief (Andrew Bryniarski) - Street Fighter - A Batalha Final
- Freeze (Reg E. Cathey) - O Máskara
- Rei Cold e Dodoria (apenas na 1ª dublagem do especial de Bardock), Porunga e Shenlong em Dragon Ball Z
- Saruman, na trilogia O Senhor dos Anéis
- Rataxes, o Rei dos Rinocerontes em As Aventuras de Babar
- M. Bison em Street Fighter II: O Filme
- Dakota Dude em Os Valentes Cowboys de Moo Mesa
- Locução em Bananas de Pijamas
- Goro (Frank Welker) - Mortal Kombat (primeira dublagem)
- Cyrax (J.J. Perry) - Mortal Kombat - A Aniquilação
- Madocks em Esquadrão Especial Winspector
- Comandante Ulysses Feral em Swat Kats
- Ray Arnold (Samuel L. Jackson) - Jurassic Park (1ª dublagem)
- Sargento Botnick (Andrew Robinson) - Brinquedo Assassino 3
- J. Bruce Ismay (Jonathan Hyde) - Titanic (primeira dublagem)
- Aprensentador em WMAC Masters
- Narrador em Samurai Warriors
- Narrador em Esquadrão Superhuman Samurai
- J. Jonah Jameson em Homem Aranha
- Narrador em Os Cavaleiros do Zodiaco
- Gol D. Roger em One Piece
- Braum e Xerath em League of Legends
- Joe Swanson em Uma Família da Pesada (2ª voz da 2ª à 5ª temporada; da 6ª temporada em diante, foi substituído por Antônio Moreno)

Foi também a voz oficial dos estúdios Gota Mágica e Álamo.